# Josephine Lovett
Pour les articles homonymes, voir Lovett.
Josephine Lovett (née le 21 octobre 1877 à San Francisco, morte le 17 septembre 1958 à Rancho Santa Fe, Californie) est une scénariste et actrice américaine, active dans le cinéma entre 1916 et 1935. 
Ses scénarios mettaient souvent en scène des femmes économiquement et sexuellement indépendantes.
Elle a été nommée pour l'Oscar du meilleur scénario adapté en 1930 pour Les Nouvelles Vierges (Our Dancing Daughters). 

## Biographie
Née en Californie, elle commence sa carrière à New York en tant qu'actrice de théâtre au Fourteenth Street Theatre entre 1899 et 1906, et fait une apparition dans un court-métrage en 1916 pour la Vitagraph Company. Son mari John S. Robertson a aussi brièvement été acteur dans ce théâtre en 1903. Ils travaillent par la suite ensemble pour Vitagraph, qui a été racheté par Warner Brothers en 1925. Dix-huit des trente-trois films sur lesquels elle est créditée (scénario, adaptation ou en tant qu'actrice) ont été réalisés par son mari, le réalisateur d'origine canadienne John S. Robertson. Ils collaborent une dernière fois en 1935 pour Captain Hurricane, un film produit par RKO Pictures, avant de se retirer à Rancho Santa Fe en Californie.

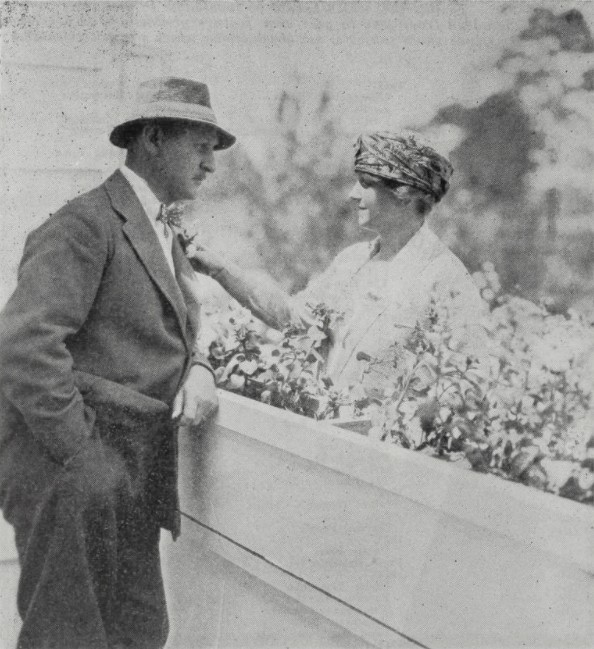
John S. Robertson et Josephine Lovett en 1924.

## Filmographie partielle

### Actrice
- 1916 : The Ninety and Nine

### Scénariste
- 1916 : Love and Trout
- 1922 : Outcast
- 1924 : The Enchanted Cottage
- 1924 : Classmates de John S. Robertson
- 1925 : Soul-Fire de John S. Robertson
- 1927 : Le Signal de feu (Annie Laurie)
- 1927 : Le Rappel (The Bugle Call) de Edward Sedgwick
- 1927 : Le Chevalier pirate (The Road to Romance) de John S. Robertson
- 1928 : Les Nouvelles Vierges (Our Dancing Daughters)
- 1929 : Jeunes filles modernes (Our Modern Maidens)
- 1929 : Le Droit d'aimer
- 1930 : Quelle veuve ! (What a Widow!) d'Allan Dwan
- 1931 : Le Chemin du divorce (The Road to Reno)
- 1932 : Hot Saturday (adaptation)
- 1932 : Madame Butterfly (adaptation)
- 1932 : La Foudre d'en bas (Thunder Below) de Richard Wallace
- 1933 : Jennie Gerhardt de Marion Gering
- 1934 : Deux tout seuls (Two Alone)
- 1935 : Captain Hurricane (en)

## Distinctions
- 1930 : nommée pour l'Oscar du meilleur scénario adapté pour Les Nouvelles Vierges (Our Dancing Daughters)